# Igüeña
Igüeña is een gemeente in de Spaanse comarca El Bierzo van de provincie León in de autonome regio Castilië en León met een oppervlakte van 206,10 km². Igüeña telt 1.213 inwoners (1 januari 2016).